# Калгансир
Калганси́р (каз. Қалғансыр) — село у складі Келеського району Туркестанської області Казахстану. Входить до складу Жамбильського сільського округу.
Населення — 723 особи (2021; 760 у 2009, 647 у 1999).